# Trento (croiseur)
Pour les articles homonymes, voir Trento.
Le croiseur Trento est un croiseur lourd de la Regia Marina (marine militaire italienne), première unité de la classe Trento. Sa construction débuta à Livourne en 1925 et il fut coulé en 1942.

## Caractéristiques
Les croiseurs italiens de la classe Trento sont les premiers navires spécifiquement conçus pour respecter les conditions du Traité naval de Londres, qui limite le déplacement des croiseurs à 10 000 t et le calibre maximum à 8" (203 mm). Cette limitation rend difficile la combinaison de la puissance de feu, la vitesse et la protection dans un seul projet. Un autre problème que doivent affronter les concepteurs italiens est l'impossibilité pour leurs navires de protéger à la fois les longues lignes côtières et les bases navales éloignées, c'est pour cette raison qu'une très grande rapidité est requise. Ils font donc le choix de sacrifier la cuirasse des navires et la capacité des réservoirs de carburant et, bien que les unités sont alors armées de canons de 203 mm, ils réussissent à maintenir la vitesse désirée.
Trois navires de cette classe sont construits et ils portent tous le nom de villes libérées de la domination austro-hongroise à la fin de la Première Guerre mondiale : le Trento (d'après la ville de Trente), le Trieste (d'après la ville de Trieste) et le Bolzano (d'après la ville de Bolzano). Comme ce dernier, construit au début des années 1930, présente quelques améliorations par rapport aux deux croiseurs précédents, il est parfois considéré comme d'une classe distincte.
La classe Trento est aussi parmi les premières à utiliser des canons antiaériens OTO Melara Spa de 100⁄47 mm (calibre d'une longueur de 47 fois son diamètre ; 100 mm), qui deviennent par la suite très communs dans les marines italienne, argentine, grecque, espagnole, suisse et soviétique où ils ont servi notamment pendant la Seconde Guerre mondiale, la Guerre froide et la Guerre d'Espagne. Ils pèsent 2 177 kg pour 4 985 mm de long, ont un angle d'élévation de -5° à +85° et une portée de 15 240 m. Ils sont installés sur un double affût avec piédestal protégé également développé par OTO Melara en 1924.
Les moteurs du Trento et du Trieste sont constitués de quatre turbines de la société Parsons Marine Steam Turbine Company auxquelles la vapeur est fournie par douze chaudières à tubes d'eau. Elles transmettent à quatre hélices la puissance de 150 000 ch ce qui permet d'atteindre les 35 nœuds,. Les deux croiseurs ont une autonomie de 4 432 milles à la vitesse de 16 nœuds, ils déplacent par ailleurs 10 500 t chacun.
L'armement principal est à l'origine composé de huit canons Ansaldo de 203/50 mm du modèle de 1924 répartis dans quatre tourelles jumelées. L'armement secondaire quant à lui comprend seize canons OTO Melara SpA de 100/47 mm du modèle de 1927 disposés dans huit tourelles jumelées,. La défense anti-aérienne repose sur quatre canons Vickers-Terni de 40/39 mm et huit mitrailleuses de 12,7 mm placés dans quatre tourelles jumelées,. Huit lance-torpilles de 533 mm installés dans quatre tourelles jumelées non-amovibles, complètent ce dispositif. Les croiseurs possèdent également la capacité d’accueillir trois hydravions à leur bord,.
À partir de 1937, l'armement secondaire est modifié ; les canons de 100/47 de quatre tourelles situées à l'arrière du bateau sont remplacés par huit canons 37/54 mm, tandis que huit mitrailleuses individuelles de 13,2 mm remplacent les quatre canons 40/39 mm et quatre mitrailleuses de 12,7 mm, augmentant les capacités de défense anti-aérienne à courte portée des navires.

## Histoire du croiseur

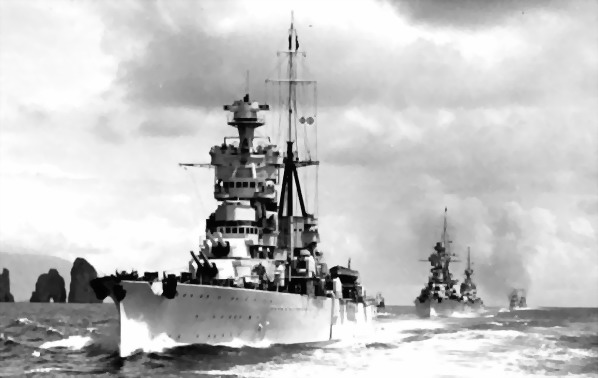
Le croiseur Trento.

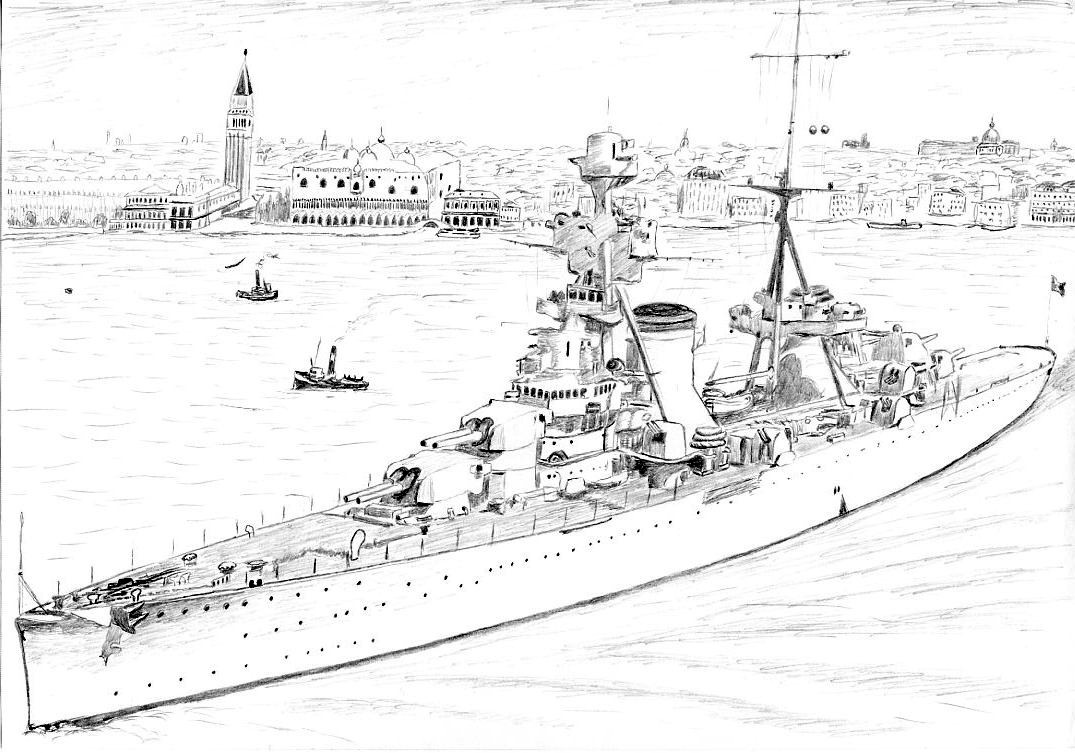
Le croiseur Trento à Venise.

La construction du croiseur Trento débute le 8 février 1925 dans le chantier naval des frères Orlando, à Livourne. Après son entrée en service, il part en juin 1929 en Amérique du Sud faire une croisière qui dure jusqu’au 10 octobre 1929.
Du 5 février au 30 juin 1932, le navire, accompagné de l’Espero, est envoyé en mission en Chine et au Japon, sous le commandement de l'Amiral Domenico Cavagnari, pour s’unir au régiment San Marco comme démonstration de force dans le cadre du second conflit sino-japonais,. Il part donc de la ville italienne de Gaeta le 5 février 1932 pour arriver au Japon, à Nagasaki, le 26 avril 1932 en ayant auparavant traverser le canal de Suez et fait escale à Ierapetra, à Aden, à Colombo, à Singapour et à Shanghai. Il repart de Nagasaki le 1er mai 1932 et passe par les villes de Shanghai, de Hong Kong, de Batavia (actuel Jakarta), de Colombo, d’Aden, de Suez et de Rhodes pour arriver à La Spezia, en Italie, le 30 juin 1932.
En juin 1934, la composition de la Regia Marina est réorganisée et les trois navires forment la Troisième Division Navale ayant pour base la ville de Messine, en Sicile. En 1936, pendant la Guerre d'Espagne, le Trento effectue une mission d'escorte et de surveillance dans la partie occidentale de la mer Méditerranée.
Au début de la Seconde Guerre mondiale, lui et les deux autres navires italiens de sa classe font partie de la Troisième Division de Croiseurs de la Deuxième Équipe, le Trento étant le navire amiral de Carlo Cattaneo (1883-1941). Le croiseur participe ainsi aux principales batailles navales des côtes italiennes : la bataille de Punta Stilo (9 juillet 1940), la bataille du cap Teulada (27 novembre 1940), la bataille du cap Matapan (27 au 28 mars 1941) et la première et seconde bataille de Syrte. Du 11 au 12 novembre 1940, il est engagé lors de la bataille de Tarente, durant laquelle une tourelle de la proue est touchée par une bombe, puis le 9 novembre 1941 lors de la bataille du convoi Duisburg.
Le matin du 15 juin 1942, alors que le croiseur navigue avec une flottille en direction de Malte pour intercepter une cargaison de ravitaillement alliée dans le cadre de l'opération Vigorous, il est attaqué puis coulé par deux torpilles. La première torpille, lancée à 5 h 15 par un bombardier-torpilleur Bristol Beaufort anglais parti de Malte quelques heures plus tôt, atteint le Trento et lui fait prendre du retard sur les autres navires de la flottille en l'immobilisant. À 9 h 10, alors que le navire est remorqué par le destroyer Pigafetta, il est ciblé par une torpille de l'HMS Umbra de la Royal Navy et coule en 5 minutes,,. Les membres de l’équipage ont donc peu de temps pour enfiler leurs gilets de sauvetages puis sauter à la mer et plus de la moitié meurent (657 ou 549 sur les 1152 personnes à bord du navire) par noyade ou du fait de l’explosion du navire. Parmi les victimes figurent le commandant du navire, le capitaine de vaisseau Stanislao Esposito (1898-1942), l'officier Giuseppe Bignami (1917-1942) et le capitaine de frégate Carlo Emanuele Cacherano d'Osasco. Ils seront tous les trois décorés, respectivement, de la Médaille d’or à la valeur militaire pour le premier et le second, et de la Médaille d'argent à la valeur militaire pour le troisième,,.
L'épave du croiseur Trento se trouve à 36° 10′ N, 18° 40′ E, au milieu de la mer Ionienne, à un des endroits les plus profonds de la mer Méditerranée.

### Sur la classe Trento
- (it) Franco Gay, Incrociatore pesanti classe "Trento", vol. 1, Bizzarri, 1975 (lire en ligne)

### Sur les croiseurs de la Seconde Guerre mondiale
- (it) Giorgio Giorgerini, La guerra italiana sul mare. La Marina fra vittoria e sconfitta 1940-1943, Mondadori, 2002 (lire en ligne)
- (en) Jack Green et Alessandro Massignani, The Naval War in the Mediterranean, 1940-1943, Londres, Chatam Publishing, 1998, 352 p. (ISBN 1-86176-057-4)
- (en) Arnold Hague, The Allied Convoy System 1939-1945, Annapolis, Naval Institute Press, 2000 (ISBN 1-55750-019-3)
- (it) Francesco Mattesini, La battaglia di Capo Teulada: 27-28 novembre 1940, Office historique de la Marine Militaire italienne, 2000, p. 114
- (it) James J. Sadkovich, La Marina italiana nella seconda guerra mondiale, Universale Economica Feltrinelli, 2014 (ISBN 9788807885327, lire en ligne)
- (en) M. J. Whitley, Cruisers of World War Two : An International Encyclopedia, Londres, Arms and Armour Press, 1995 (ISBN 1-85409-225-1 et 1-86019-874-0)

### Sur les navires de guerre
- (en) Antony Preston, John Jordan et Stephen Dent, Warship, Londres, Anova Books, 2007 (ISBN 978-1-84486-041-8 et 1-84486-041-8)
- (it) Giorgio Giorgerini, Attacco dal mare. Storia dei mezzi d'assalto della Marina italiana, Mondadori, 2007 (lire en ligne)
- (en) John Campbell, Naval Weapons of World War Two, Naval Institute Press, 1985
- (en) Robert Gardiner et Roger Chesneau, Conway’s All the World’s Fighting Ships (1922-1946), New York, Mayflower Books, 1980 (ISBN 0-8317-0303-2)

### Sur d'autres thèmes
- (en) Brian Perret et Ian V. Hogg, Encyclopedia of the Second World War, Londres, Longman, 1989, 447 p. (ISBN 0-582-89328-3)